# I'm Glad My Mom Died
I'm Glad My Mom Died es un libro de memorias escrito por la actriz y cantante estadounidense Jennette McCurdy, en el que habla sobre su carrera como actriz infantil y su difícil relación con su madre abusiva que murió en 2013. Es el primer libro de McCurdy y se publicó el 9 de agosto de 2022 por Simon & Schuster.

## Antecedentes
McCurdy fue actriz profesional desde que tenía seis años de edad, hasta que anunció que había dejado de actuar de forma permanente en 2017. De 2009 a 2012, también estuvo bajo contrato con Capitol Records Nashville, quien lanzó su álbum de estudio debut homónimo en 2012.
Anteriormente había escrito artículos en publicaciones como The Wall Street Journal y poco después comenzó a escribir ensayos personales. Envió algunos de los ensayos a su manáger en ese entonces, quien la animó a escribir un libro sobre sus experiencias. En lugar de escribir un libro, McCurdy creó un espectáculo en solitario en el que contaba sus vivencias, este se tituló, I'm Glad My Mom Died (en español, Me alegro de que mi madre haya muerto), y lo presentó en Los Ángeles, y Nueva York. Los planes que tenía para realizar una gira de su show en otras ciudades, fueron cancelados debido a la pandemia de COVID-19, por lo cual decidió escribir su material en una memoria.

### Portada del libro
La portada muestra a McCurdy mirando hacia arriba y sosteniendo una urna de cenizas rosa con papel decorativo derramándose. Acerca de la decisión de usar la foto para la portada del libro, McCurdy comentó a Entertainment Weekly: 

El confeti derramándose de una urna me pareció una buena manera de capturar el humor de la tragedia, pero sabía que no quería ir tan lejos como para tirar el confeti o saltar en el aire con una gran sonrisa en mi rostro o hacer cualquier otro tipo de lenguaje corporal / expresión facial que pudiera leerse como frívola. Finalmente, elegí una expresión facial que creo que se lee como sincera, un poco de dolor y un poco de esperanza.

## Sinopsis
En las memorias, McCurdy habla sobre su infancia como una actriz infantil exitosa, su breve incursión en una carrera de música country y la relación problemática y controladora que tuvo con su madre, Debra, quien murió de cáncer en 2013. Ella describe una relación tensa con un productor a quien se refirió con el seudónimo de «El Creador», mismo al que BuzzFeed News y otras fuentes infirieron que era Dan Schneider.
El libro está dividido en dos secciones, «Antes» y «Después», que describen los acontecimientos de su vida antes y después de la muerte de su madre.

## Recepción
Tras su lanzamiento, el libro se agotó a las 24 horas posteriores de su salida a la venta, incluyendo en Amazon, Target y Barnes & Noble. Ese mismo mes se convirtió en el número uno en ventas del New York Times Best Seller de no ficción tanto en libro físico como en libro eléctronico, vendiendo más de 200 000 copias en todos los formatos en su primera semana de lanzamiento.
I'm Glad My Mom Died recibió reseñas «muy favorables» de los críticos, y el agregador de reseñas Book Marks informó que ninguna de las nueve reseñas fue negativa o mixta. En una reseña destacada, Publishers Weekly llamó al libro «Perspicaz e incisivo, desgarrador y crudo». David Itzkoff de The New York Times escribió que las memorias eran «Una historia coming-of-age que es alternativamente desgarradora y mordazmente divertida». Kirkus Reviews escribió que el libro es «La desgarradora historia de un niño emocionalmente maltratado, entregada con cautivadora franqueza y gracia».

## Adaptación De Televisión
En julio de 2025, Apple TV+ dio luz verde a una serie de diez episodios, protagonizada por Jennifer Aniston, quien también ejerce como productora ejecutiva. Está inspirada en las memorias homónimas de McCurdy sobre «la relación de codependencia entre una actriz de 18 años en una exitosa serie infantil y su madre narcisista, que disfruta de su identidad como madre de una estrella», con Aniston en el papel de madre. 
La serie es creada por Jennette McCurddy y Ari Katcher, quienes también actúan como co-showrunners y productores ejecutivos junto a Sharon Horgan, Stacy Greenberg, Dani Gorin, Tom Ackerley, Josey McNamara, Jerrod Carmichael y Erica Kay

## Premios
| Año  | Premio                  | Categoría                   | Resultado | Referencia |
| ---- | ----------------------- | --------------------------- | --------- | ---------- |
| 2022 | Goodreads Choice Awards | Best Memoir & Autobiography | Ganador   | [ 19 ]     |

## Historial de versiones
| País   | Fecha de lanzamiento | Edición                           | Editor           | Referencia |
| ------ | -------------------- | --------------------------------- | ---------------- | ---------- |
| Varios | 9 de agosto de 2022  | Hardback, audiolibro, E-book y CD | Simón y Schuster | [ 20 ]     |